# Americanino
Americanino è stata una casa di moda italiana, fondata alla fine degli anni settanta e fallita nel 1992. È oggi un marchio registrato. Il logo è costituito dalla stilizzazione del profilo del volto di due nativi americani accostati che guardano in direzione opposta, di colore blu e bianco (oppure rosso), che sovrastano la scritta Americanino in stampatello.

## Storia

### La nascita
Alla fine degli anni settanta Adolfo Bardelle, autista di ambulanze all'ospedale di Chioggia, fondò, assieme ai soci Eugenio Schiena e Renzo Franco, l'azienda denominata Americanino. Per la produzione dei capi disegnati, Bardelle si appoggiò all'azienda tessile della moglie, Elisabetta Converso.
La prima sede dell'azienda era in alcuni capannoni in via Dalmazia, a Cavarzere.
Il successo degli anni ottanta spinse l'azienda a cercare nuove località per la produzione: venne scelta la cittadina di Pegolotte di Cona, a Venezia.
Assieme ad altri capi e marchi di abbigliamento quali i giacconi imbottiti (es. Ciesse Piumini, Moncler e Henry Lloyd), i jeans (es. Armani, Levi's, Uniform, Rifle in velluto millecoste, Avirex e Stone Island), le felpe (American System e Best Company), i maglioni (es. Marina Yachting), infatti, i capi dell'Americanino furono scelti - anche grazie ad una accorta campagna di marketing pubblicitario - dai cosiddetti paninari, quali elementi distintivi.

Americanino in veste di sponsor tecnico dell' di Zico nella stagione 1983-1984

Nel 1985, la Americanino si è fusa con l'azienda che inizialmente aveva utilizzato per la produzione e che continuava ad assemblare anche per altre marchi: la Rinomate Jeanserie Venete S.p.A. L'azienda che ne derivò, mantenne il nome Americanino. Nello stesso periodo, nel pieno del proprio successo imprenditoriale, Bardelle conia svariati nuovi sottomarchi (quali Outsider, Kinghino e Frank Scozzese); uno di tali marchi, pensato per la jeanseria di lusso (e chiamato Cohen) non verrà mai applicato sui prodotti e riuscirà così ad evitare di rientrare fra i cespiti fallimentari, venendo mantenuto dal figlio del proprietario e rilanciato negli anni duemila.

### Le cessioni del marchio Americanino
All'inizio degli anni novanta, complice il cambio dei gusti del pubblico, i tentativi di Americanino di adeguarsi alle nuove mode si scontrarono con l'immagine - strettamente legata al mondo degli abiti da paninari - che l'azienda proiettava nell'immaginario dei consumatori. Già il 13 marzo 1990, la proprietà chiedeva la cassa integrazione per i propri dipendenti.
Spostando la propria sede da Padova a Rovereto, l'Americanino, nell'evenienza oramai imminente di un fallimento, mutava nome in quello di Rinomate Jeanserie S.p.A.
Nel 1992 l'azienda Americanino fallì. I liquidatori dell'epoca decisero di stornare i beni materiali dai marchi reputando questi ultimi ancora meritevoli di investimento e spendibili sul mercato. In tal modo, fra i vari marchi, quello Americanino fu rilevato dalla società greca - creditrice - che forniva parte dei tessuti all'azienda di Pegolotte. In tale frangente, cessa la storia della ditta Americanino e della sua produzione italiana.
Nel 2009 il marchio Americanino fu acquistato dalla società Meta Apparel, con sede in Arezzo, che ne è tuttora titolare.
Durante il periodo del suo abbandono nel territorio italiano, una serie di soggetti cercarono di investire sul marchio in relazione alla diffusione in paesi terzi. Risulta, ad esempio, nel 2002 - una richiesta della Super Rifle s.p.a. di Barberino di Mugello all'ufficio brevetti statunitense, per l'assegnazione del brand e del logo di Americanino attraverso la McGlew & Tuttle; richiesta, peraltro, successivamente prescritta.
Per quanto riguarda il territorio italiano, Meta Apparel ha utilizzato il marchio Americanino a partire dal 2005 come licenziataria (e dal 2009 come titolare), con l'obiettivo di rilanciarlo sul mercato sia italiano che estero, effettuando fra l'altro una serie di investimenti per estenderne l'utilizzo, oltre che su capi di vestiario, anche su deodoranti, profumi ed accessori, ottenendo anche nuove registrazioni all'ufficio brevetti europeo. Una nuova collezione Americanino debuttò in 250 punti vendita, con uno show room a Londra. 

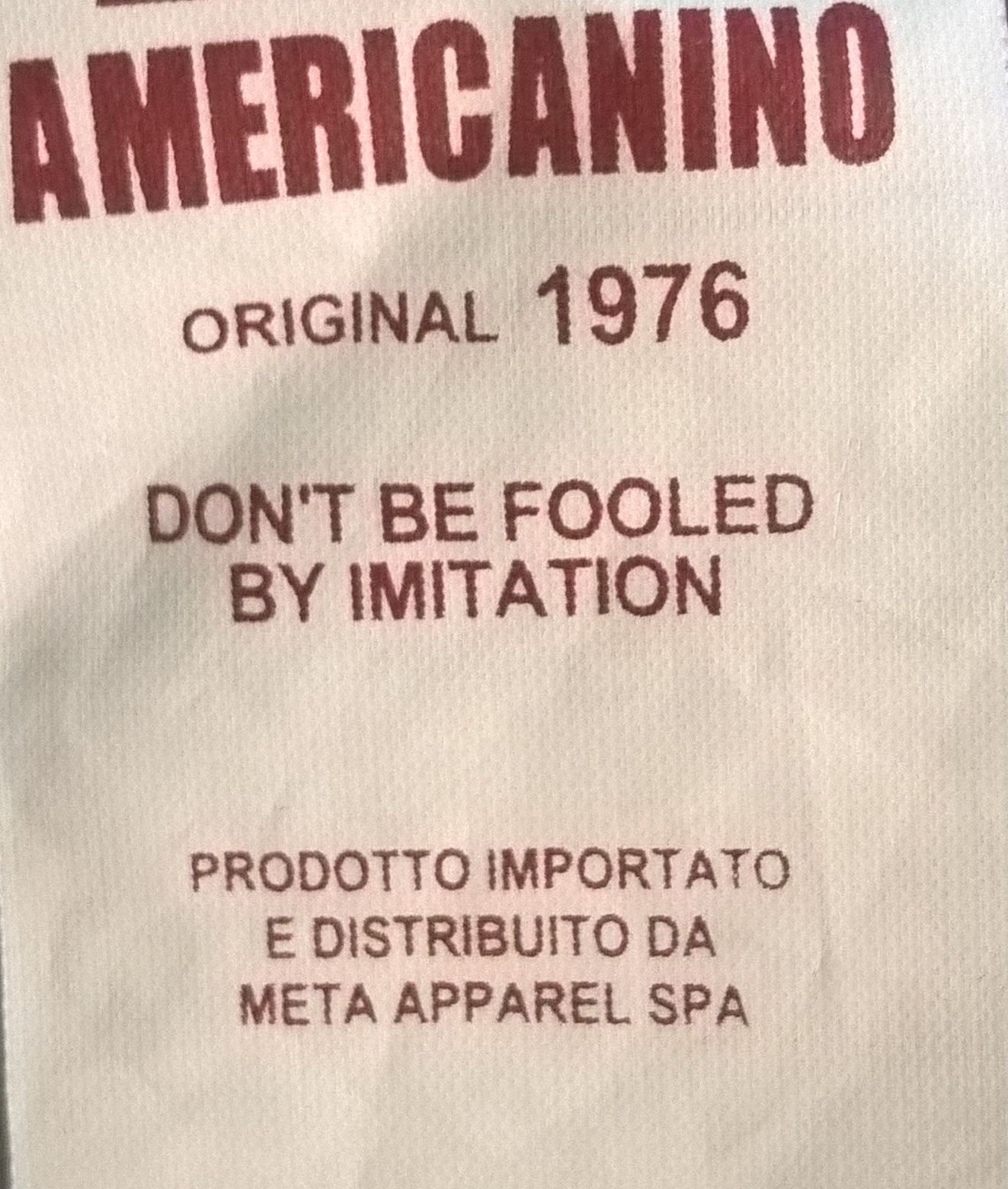
Label di importazione Meta Apparel

La grave crisi economica globale del 2008 ha investito anche Meta Apparel che, registrando gravi perdite, nel 2011 ha presentato domanda di concordato preventivo presso il Tribunale di Arezzo, con successiva vendita dei propri principali asset patrimoniali.
A seguito del concordato il marchio Americanino ha continuato ad essere utilizzato tramite terzi e nel 2016 è stato valutato 500.000 euro.

## Americanino in Colombia
Nel 1989, la proprietà aveva concesso la licenza di produrre e distribuire il marchio Americanino alla Comodín S.A.S..
La licenza valeva per il territorio della Colombia (patria della Comodin), per la regione andina ed il Nord America. A seguito delle vicende della casa madre, la Comodin ha continuato a disegnare e distribuire prodotti con il marchio Americanino nei paesi citati, acquisendo la titolarità del marchio per tali territori, senza avere più nessun legame con la Americanino italiana e i successivi proprietari del marchio.